# Natalie Anderson
Natalie Jane Anderson (Bradford, West Yorkshire, 24 de octubre de 1981) es una actriz inglesa, más conocida por haber interpretado a Alicia Gallagher en la serie Emmerdale Farm.

## Biografía
Fue porrista del equipo de rugby Bradfod Bulls.
El 6 de junio de 2008, se casó con James Shepherd, con quien tiene un hijo, Freddie George James Shepherd (1 de agosto de 2012).

## Carrera
En 2001 audicionó en el concurso "Pop Idol"; sin embargo, su grupo se quedó en tercer lugar. En 2005 se unió al elenco recurrente de la serie The Royal, donde interpretó a la enfermera Stella Davenport. El 24 de noviembre de 2008, lanzó su álbum debut llamado Return To Me. El 11 de mayo de 2009, reemplazó a la actriz Caroline Keiff en el papel de Nessarose en la obra Wicked; Natalie dejó la obra al finalizar su contrato el 27 de marzo de 2010 y fue reemplazada por la actriz Cassandra Compton.
El 11 de agosto de 2010, se unió a la exitosa serie británica Emmerdale Farm, donde interpretó a la camarera Alicia Gallagher hasta el 10 de septiembre de 2015.

## Filmografía

### Series de televisión
| Año         | Título             | Personaje               | Notas                                |
| ----------- | ------------------ | ----------------------- | ------------------------------------ |
| 1995        | The Biz            | Francesca               | -                                    |
| 2005        | Holby City         | Justine Lake            | episodio "Patience"                  |
| 2005        | Dalziel and Pascoe | Enfermera Corby         | 2 episodios                          |
| 2005 - 2008 | The Royal          | Enfra. Stella Davenport | 36 episodios                         |
| 2006        | Wire in the Blood  | Joanne Railton          | episodio "Time to Murder and Create" |
| 2010 - 2015 | Emmerdale Farm     | Alicia Gallagher        | 571 episodios                        |
| 2006        | Fool Me Once       | Claire Walker           | -                                    |

### Películas
| Año  | Título  | Papel | Notas                                  |
| ---- | ------- | ----- | -------------------------------------- |
| 2010 | Freight | Ewa   | junto a Billy Murray y Craig Fairbrass |

### Teatro
| Año         | Obra   | Papel     |
| ----------- | ------ | --------- |
| 2009 - 2010 | Wicked | Nessarose |

### Apariciones
| Año  | Programa                 | Notas       |
| ---- | ------------------------ | ----------- |
| 2008 | The Weakest Link         | concursante |
| 2010 | All Star Family Fortunes | concursante |

## Premios y nominaciones
| Año  | Categoría         | Nominado           | Serie          | Resultado |
| ---- | ----------------- | ------------------ | -------------- | --------- |
| 2012 | Sexiest Female    | Inside Soap Award  | Emmerdale Farm | Nominada  |
| 2013 | Sexiest Female    | British Soap Award | Emmerdale Farm | Nominada  |
| 2015 | Best Soap Actress | TV Choice Award    | Emmerdale Farm | Nominada  |